# هال هارتلی
هال هارتلی (به انگلیسی: Hal Hartley) (زادهٔ ۳ نوامبر ۱۹۵۹ در لیندن‌هرست، نیویورک) کارگردان، فیلم‌نامه‌نویس و نویسنده آمریکایی است.

## زندگی و حرفه
هال هارتلی در ۳ نوامبر ۱۹۵۹ در لیندن‌هرست واقع در جنوب لانگ آیلند ایالت نیویورک به دنیا آمد. ابتدا به نقاشی علاقه‌مند شد و به کالج هنر و طراحی ماساچوست واقع در بوستون، ماساچوست رفت. در ۱۹۸۰ در مدرسه سینمایی پرچیس دانشگاه ایالتی نیویورک پذیرفته شد و در آنجا با افرادی آشنا شد که بعدها در تولید فیلم با یکدیگر همکاری کردند. در اواسط دهه ۸۰ در اکشن پروداکشن به عنوان مسئول روابط عمومی فعالیت کرد و همین مؤسسه در نخستین فیلم هارتلی حقیقت باورنکردنی سرمایه‌گذاری کرد و موفقیت این فیلم در جشنواره فیلم تورنتو به پخش فیلم در کمپانی میراماکس منجر شد.
در کمتر از یک دهه، هارتلی به عنوان یکی از شاخص‌ترین چهره‌های سینمای مستقل تجاری آمریکا جا افتاد. فیلم‌های بلند او با شگردهای خود افشاگر روایی و بازی‌های شگفت‌انگیز بازیگرانش شناخته می‌شود، در روایتی که کنش‌های روزمره را با کنش‌های باورنکردنی و تکان دهنده می‌آمیزد. نتیجه اغلب، تصویری تحریف شده و به طرز سیاهی کمیک از نقطه ضعف‌های طبقه متوسط جامعه آمریکا در اواخر قرن بیستم است.

## پیشینه
فیلم‌های اولیه هال هارتلی به سمت فیلمنامه‌های خانوادگی و ناممکن بودن عشق رمانتیک در حومه لانگ آیلند گرایش دارند. دو فیلم اولش آدریان شلی را در نقش جوان دلزده‌ای تصویر می‌کند که با موقعیت‌های غیرعادی دست و پنجه نرم می‌کند. در حقیقت باورنکردنی آدری پوچ گرا که نگران نابودی جهان است و در محله‌شان صدای بمب می‌شنود، با جاش (رابرت برک) مکانیک اسرار آمیزی آشنا می‌شود که به جرج واشینگتن علاقه دارد. در تراست (فیلم۱۹۹۰) مارتین داناوان نقش ماتیو را بازی می‌کند که از پرخاش پدر بد دهنش در عذاب است و عشق رمانتیکی به ماریا (آدریان شلی) پیدا می‌کند که دختر هفده ساله منزوی و بارداری است. موضوع ملودراماتیک فیلم به خصوص در صحنه‌ای که مادر ماریا و ماتیو بر سر تملک او در نوشیدن مسابقه می‌دهند، با مسخرگی آمیخته شده‌است.

فیلم بلند سوم، آدم‌های ساده، از حد مسائل نوجوانان و موضوع‌های خانوادگی فراتر می‌رود. فیلم، یک فیلم جاده‌ای جاه‌طلبانه‌است. دو برادر مک کیب - یک جنایتکار فریب خورده و یک محصل درونگرا - به دنبال پدر رادیکال فراری شان می‌گردند که به خاطر بمب‌گذاری در پنتاگون در ۲۳ سال قبل تحت تعقیب است. در این راه، آن دو با دوست مؤنث رومانیایی پدرشان که بیماری صرع دارد و زن کافه‌چی جا افتاده و حساسی هم منزل می‌شوند. جستجویشان در عمل متوقف می‌شود، ولی باقی فیلم به کشف اتفاقات غیرمنتظره و واکنش‌های پیچیده به جنس مخالف می‌گذرد.

پس از آدم‌های ساده که پل واسطه بود، فیلم‌های اخیر هارتلی انعطاف‌پذیر تر به نظر می‌رسند. آماتور را بازیگرش ایزابل هوپر یک تریلر متافیزیکی نامیده که آمیزه پیچیده ایست از هویت‌های اشتباهی و فراموش شده که بر محور شخصیت‌های غیر محتمل راهبه‌ای که نویسنده غیراخلاقی شده و یک ستاره آدم‌کش فیلم‌های مستهجن شکل می‌گیرد.
لاسیدن که هارتلی آن را فیلم محبوبش می‌داند، به لحاظ فرمی تجربی‌ترین فیلم اوست: مغازله‌ای که به اجبار حالت یک تعهد رومانتیک را به خود می‌گیرد و همزمان روابط دیگر را خدشه‌دار می‌کند. هارتلی این داستان را ۳ بار تعریف می‌کند و هربار جنسیت، نژاد و مکان جغرافیایی (نیویورک، برلین، توکیو) را عوض می‌کند. هارتلی به کمک همسرش که در اپیزود آخر بازی می‌کند، تصویری ارائه می‌کند که از همه فیلم‌هایش بیشتر به زندگی شخصی اش نزدیک است و درسی است برای تماشاگران که چگونه انتظارات و معانی را از بسط دادن خطوط داستانی شکل دهند.
هنری فول این روند پختگی را ادامه می‌دهد، با ملودرامی تلخ و شیرین دربارهٔ روند خلق کردن. هنری فول حکایت دوستی شگفت‌انگیز هنری، نویسنده بالقوه و عیاش که تازه از زندان درآمده، و دست پرورده‌اش سایمون گریم، یک آشغال جمع کن درونگراست که شعر جنجالی و پذیرفته شده‌ای می‌نویسد. هارتلی در کنار دوستی این دو، بسیاری از دوروبری‌های هنری و سایمون و اهالی محله را هم می‌شناساند و در نتیجه ملودرام‌های خانوادگی گذشته هارتلی با دغدغه‌های امروز او دربارهٔ خلاقیت، شکست و پیروزی، نبوغ و حماقت و هنر و تجارت را در هم می‌آمیزد.
هنری فول برنده جایزه بهترین فیلمنامه از کن ۹۸ شد. همان سال او کتاب زندگی را ساخت، با بازی مارتین داناوان در نقش مسیح که در آستانه تغییر قرن -در روز ۳۱ دسامبر ۱۹۹۹ - به نیویورک می‌آید و با شیطان و مریم مجدلیه دربارهٔ پایان جهان بحث و مجادله می‌کند. فیلم دیگر هارتلی چنین چیزی نیست، دربارهٔ دختر خبرنگار جوانی که برای یافتن نامزدش به ایسلند سفر می‌کند و آن جا با موجود اسرار آمیزی مواجه می‌شود، در جشنواره کن ۲۰۰۱ به نمایش درآمد.

## فیلم‌شناسی

### فیلم‌های بلند
- حقیقت باورنکردنی (۱۹۸۹)
- اعتماد (۱۹۹۰)
- اشتیاق ماندگار (۱۹۹۱)
- آدم‌های ساده (۱۹۹۲)
- آماتور (۱۹۹۴)
- لاسیدن (۱۹۹۵)
- هنری فول (۱۹۹۷)
- کتاب زندگی (۱۹۹۸)
- چنین چیزی نیست (۲۰۰۱)
- دختری از ماندی (۲۰۰۵)
- فی گریم (۲۰۰۶)
- در این حین (۲۰۱۱)
- ند رایفل (۲۰۱۴)